# Andrew Wilson
Andrew Cunningham Wilson (ur. 22 sierpnia 1964 w Dallas) − amerykański aktor, reżyser i producent filmowy.
Urodził się w rodzinie irlandzkich katolików jako najstarszy z trzech synów Roberta Wilsona, realizatora reklam i operatora publicznej stacji telewizyjnej, i fotograf Laury Wilson. Ma dwóch młodszych braci-aktorów: Owena (ur. 18 listopada 1968) i Luke’a (ur. 21 września 1971). Uczęszczał do szkoły St. Mark's School w Dallas w Teksasie ze swoimi braćmi  i Tommym Lee Jonesem.
Ma syna Josepha 'Joeya' (ur. 2003).

## Filmografia
- 1996: Trzech facetów z Teksasu (Bottle Rocket) jako John Mapplethorpe
- 1999: Ten pierwszy raz (Never Been Kissed) jako szkolny ochroniarz
- 2000: Aniołki Charliego (Charlie’s Angels) jako kierowca Corwina
- 2001: Zoolander jako facet
- 2001: Genialny klan (The Royal Tenenbaums) jako ojciec farmer/Tex Hayward
- 2002: Showtime jako policjant # 1 w kabinie hotelowej
- 2002: Kto pierwszy, ten lepszy (Serving Sara) jako pan Andrews
- 2003: Aniołki Charliego: Zawrotna szybkość (Charlie’s Angels: Full Throttle) jako policjant
- 2004: Wielki skok (The Big Bounce) jako Ned Coleman
- 2006: Idiokracja (Idiocracy) jako Beef Supreme
- 2010: High School Musical jako hipis
- 2017: Inny czas (Time Trap) jako profesor Hopper